# Aulnois (Vosges)
Aulnois és un municipi francès, situat al departament dels Vosges i a la regió del Gran Est. L'any 2007 tenia 145 habitants.

## Demografia

### Població
El 2007 la població de fet d'Aulnois era de 145 persones. Hi havia 56 famílies, de les quals 12 eren unipersonals (12 homes vivint sols), 24 parelles sense fills i 20 parelles amb fills.
La població ha evolucionat segons el següent gràfic:
Habitants censats

### Habitatges
El 2007 hi havia 66 habitatges, 56 eren l'habitatge principal de la família, 5 eren segones residències i 5 estaven desocupats. 64 eren cases i 2 eren apartaments. Dels 56 habitatges principals, 48 estaven ocupats pels seus propietaris i 8 estaven llogats i ocupats pels llogaters; 1 tenia dues cambres, 4 en tenien tres, 20 en tenien quatre i 31 en tenien cinc o més. 40 habitatges disposaven pel capbaix d'una plaça de pàrquing. A 26 habitatges hi havia un automòbil i a 27 n'hi havia dos o més.

### Piràmide de població
La piràmide de població per edats i sexe el 2009 era:
| Homes | Edats   | Dones |
| ----- | ------- | ----- |
| 0     | 95 o +  | 0     |
| 0     | 90 a 94 | 0     |
| 8     | 85 a 89 | 0     |
| 0     | 80 a 84 | 0     |
| 4     | 75 a 79 | 4     |
| 8     | 70 a 74 | 4     |
| 0     | 65 a 69 | 4     |
| 0     | 60 a 64 | 4     |
| 0     | 55 a 59 | 0     |
| 4     | 50 a 54 | 4     |
| 8     | 45 a 49 | 8     |
| 4     | 40 a 44 | 4     |
| 8     | 35 a 39 | 8     |
| 4     | 30 a 34 | 4     |
| 4     | 25 a 29 | 4     |
| 0     | 20 a 24 | 0     |
| 0     | 15 a 19 | 8     |
| 0     | 10 a 14 | 0     |
| 8     | 5 a 9   | 16    |
| 8     | 0 a 4   | 8     |

## Economia
El 2007 la població en edat de treballar era de 95 persones, 76 eren actives i 19 eren inactives. De les 76 persones actives 65 estaven ocupades (39 homes i 26 dones) i 11 estaven aturades (3 homes i 8 dones). De les 19 persones inactives 8 estaven jubilades, 1 estava estudiant i 10 estaven classificades com a «altres inactius».

### Ingressos
El 2009 a Aulnois hi havia 59 unitats fiscals que integraven 147,5 persones, la mediana anual d'ingressos fiscals per persona era de 16.882 €.

### Activitats econòmiques
Dels 9 establiments que hi havia el 2007, 1 era d'una empresa extractiva, 3 d'empreses de construcció, 1 d'una empresa de comerç i reparació d'automòbils, 3 d'empreses d'hostatgeria i restauració i 1 d'una empresa immobiliària.
Dels 4 establiments de servei als particulars que hi havia el 2009, 1 era un paleta, 1 guixaire pintor, 1 fusteria i 1 restaurant.
L'únic establiment comercial que hi havia el 2009 era una botiga d'electrodomèstics.
L'any 2000 a Aulnois hi havia 5 explotacions agrícoles.

## Poblacions més properes
El següent diagrama mostra les poblacions més properes.